# Eladio López Poveda
Eladio López Poveda (c. 1906-1941) va ser un polític espanyol.

## Biografia
Membre del PCE, després de l'esclat de la Guerra civil es va unir a les forces republicanes. Posteriorment va passar formar part de comissari polític de l'Exèrcit Popular de la República, exercint com a comissari de la 36a Brigada Mixta i de la 4a Divisió. Al final de la contesa, al març de 1939, va ser detingut per les forces casadistes i empresonat. Capturat posteriorment pels franquistes, seria condemnat a mort i afusellat el 3 de juliol de 1941 en les tàpies del madrileny Cementiri de l'Est.